# Azure Lake
Azure Lake är en sjö i Kanada.   Den ligger i provinsen British Columbia, i den centrala delen av landet, 3 300 km väster om huvudstaden Ottawa. Azure Lake ligger 679 meter över havet. Arean är 31 kvadratkilometer. Den sträcker sig 6,2 kilometer i nord-sydlig riktning, och 23,2 kilometer i öst-västlig riktning.
Trakten runt Azure Lake är nära nog obefolkad, med mindre än två invånare per kvadratkilometer.